# Chamaecytisus calcareus
Chamaecytisus calcareus là một loài thực vật có hoa trong họ Đậu. Loài này được (Velen.) Kuzmanov miêu tả khoa học đầu tiên năm 1976.